# Carl Jukel

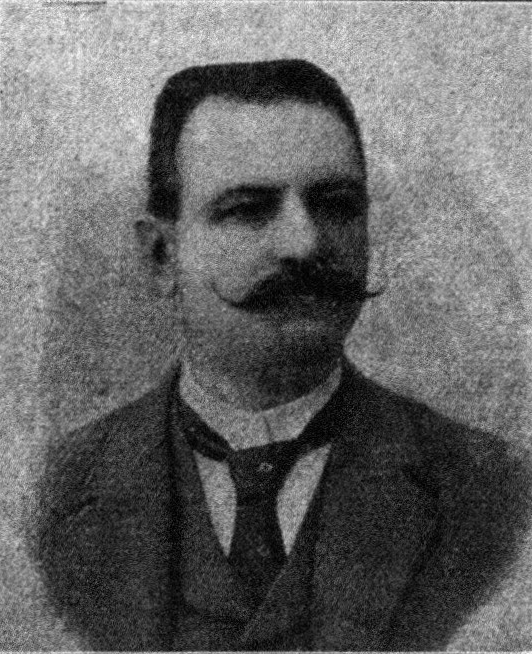
Carl Jukel, vor 1907

Carl Jukel (* 21. Jänner 1865 in Wien; † 20. August 1931 in Schönau an der Triesting) war niederösterreichischer Gastwirt, Gutsverwalter und Politiker (CSP). Er war 1918 / 1919 Mitglied der Provisorischen Nationalversammlung für Deutschösterreich und Staatssekretär (= Minister) für Verkehrswesen in der Staatsregierung Renner I. Er war von 1902 bis zu seinem Tod fast ununterbrochen Abgeordneter zum Niederösterreichischen Landtag und wurde von Niederösterreich in den Bundesrat entsandt.

## Ausbildung und Beruf
Jukel wurde als Sohn eines bürgerlichen Tischlermeisters geboren. Er besuchte die Volks- und die Unterrealschule und studierte 1880 bis 1883 mit kaiserlichem Stipendium an der landwirtschaftlichen Lehranstalt in Mödling. Er leistete seinen Militärdienst von 1884 bis 1885 als Einjährig-Freiwilliger ab und arbeitete im Anschluss bis 1898 als Güterverwalter und landwirtschaftlicher Beamter für niederösterreichische Großgrundbesitzer. 1898 übernahm Jukel das Gasthaus und den Gutshof seines Schwiegervaters in Schönau, wodurch er das Offizierspatent verlor. Dieses wurde Jukel jedoch im Ersten Weltkrieg von Kaiser Karl I. wieder verliehen. Kurz vor seinem Tod lebte Jukel in seiner Dienstwohnung im niederösterreichischen Landhaus in Wien (1. Bezirk, Herrengasse 13) und hatte seinen Gutshof in Schönau an der Triesting.

## Politik
Jukel wurde 1900 in den Gemeinderat von Schönau an der Triesting gewählt und hatte von 1906 bis 1918 das Amt des Bürgermeisters inne. Vom 19. Dezember 1902 bis zum 20. Juli 1908 und vom 8. Jänner 1909 bis zum 8. Jänner 1915 vertrat er die Christlichsoziale Partei als Abgeordneter der Landgemeinden (Baden, Gutenstein, Pottenstein usw.) im Landtag. Ebenso war er von 1907 bis 12. November 1918 Abgeordneter zum Reichsrat (XI. und XII. Legislaturperiode) und von 1911, von der letzten Reichsratswahl an, bis 1918 einer der zuletzt drei Vizepräsidenten des Abgeordnetenhauses.
Weitere Funktionen Jukels waren Vorsitzender des Bezirksschulrates, Obmann des Bezirksstraßenausschusses, Oberkurator-Stellvertreter der Niederösterreichischen Landeshypothekenanstalt und Mitglied des Landeskulturrates. Zudem war er Gründungsmitglied des Niederösterreichischen Bauernbundes und Obmann der Bezirksbauernkammer Baden.
Nach dem Ersten Weltkrieg gehörte Jukel als deutscher Reichsratsabgeordneter Altösterreichs vom 21. Oktober 1918 bis zum 16. Februar 1919 der Provisorischen Nationalversammlung für Deutschösterreich an. Zugleich hatte er vom 30. Oktober 1918 bis zum 15. März 1919 das Amt des Staatssekretärs für Verkehrswesen in der ersten Regierung des neuen Staates inne.
Parallel dazu war Jukel weiterhin in der niederösterreichischen Landespolitik aktiv. Er gehörte vom 5. November 1918 bis zum 4. Mai 1919 dem Provisorischen Landtag an. Er war nach der ersten voll demokratischen Landtagswahl vom 20. Mai 1919 an weiterhin Landtagsabgeordneter im Gemeinsamen Landtag. Im Zuge der Trennung Wiens von Niederösterreich gehörte er im bisherigen Landtag vom 10. November 1920 an den (im Unterschied zur Kurie Wien) in Niederösterreich verbleibenden Abgeordneten (Kurie Niederösterreich Land) an (Landtag von Niederösterreich-Land), denen er vom 30. November 1920 bis zum 11. Mai 1921 als Präsident vorstand. Anschließend war er bis zu seinem Tod weiterhin Abgeordneter des seit Ende 1921 von Wien verfassungsmäßig komplett getrennten niederösterreichischen Landtags (I. und II. Gesetzgebungsperiode). Der Landtag entsandte ihn am 1. Dezember 1920 als einen der Vertreter Niederösterreichs in den Bundesrat (I., II. und III. Gesetzgebungsperiode), die zweite Kammer des gesamtstaatlichen Parlaments, der er bis zum 20. Mai 1927 angehörte.

## Feuerwehr und Rotes Kreuz

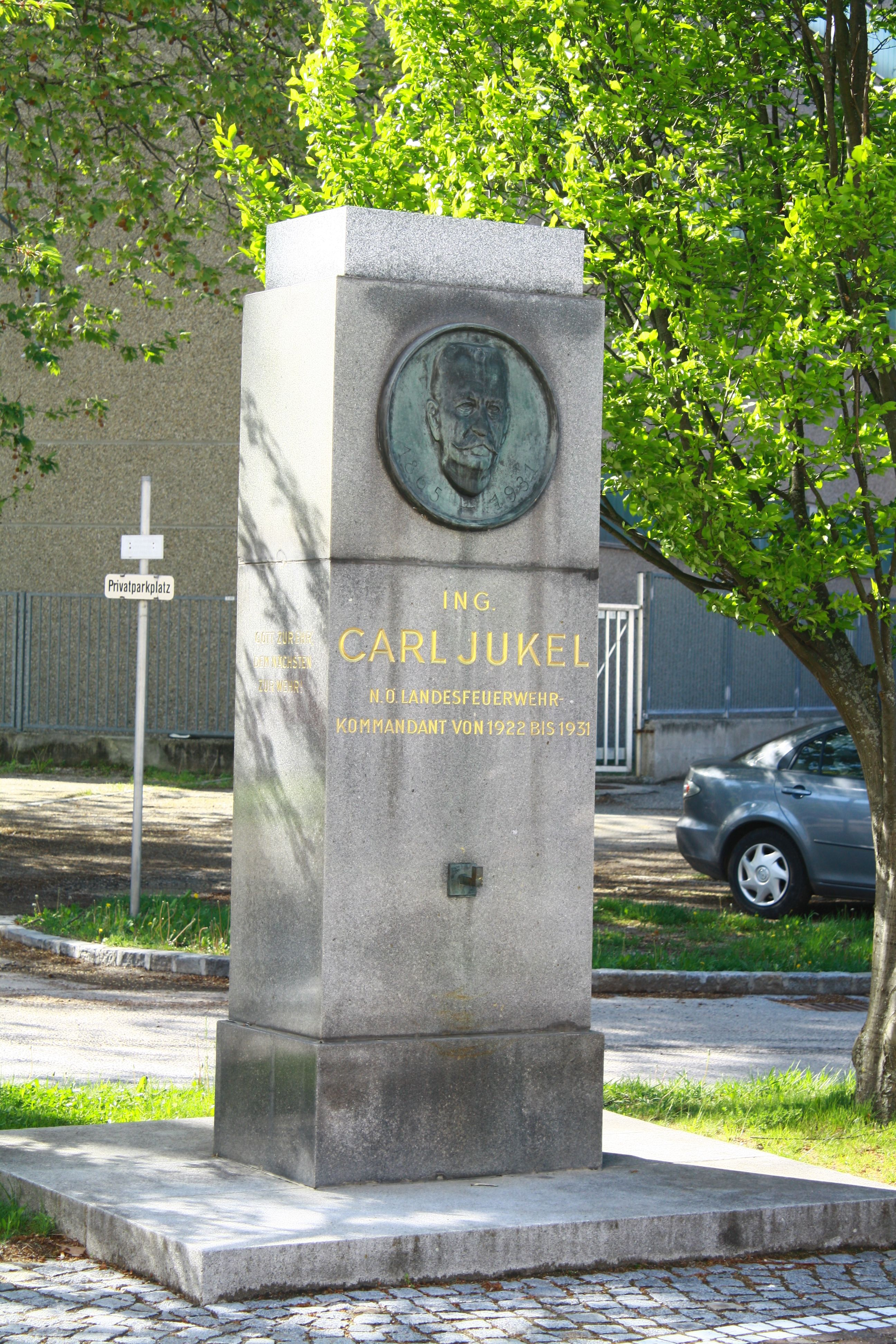
Denkmal bei der Kirche in Schönau

Jukel war zudem im Feuerwehrwesen als Mitglied der Freiwilligen Feuerwehr Schönau an der Triesting aktiv und wurde im Jahr 1922 zum Landesfeuerwehrkommandanten als Nachfolger von Karl Schneck gewählt. Dieses Amt hatte er bis 1931 inne und wurde von seinem Stellvertreter Ernst Polsterer abgelöst. Unter ihm wurde das Feuerwehrgesetz 1927 für Niederösterreich (mit Ausnahme von St. Pölten und Wiener Neustadt) erlassen, nach dem die Feuerwehren auch bei Hochwasser oder sonstigen Elementarereignissen einzugreifen hatten.
Zudem war er beim Roten Kreuz engagiert und war Vizepräsident des Landesverbandes Wien, Niederösterreich, Burgenland.

## Auszeichnungen
- Großes Ehrenzeichen mit dem Stern für Verdienste um die Republik Österreich
- Offizier des Franz-Joseph-Ordens
- Goldenes Verdienstkreuz mit der Krone
- Ehrenbürger zahlreicher Gemeinden in Niederösterreich
- Ehrenmitglied einer großen Anzahl landwirtschaftlicher und humanitärer Vereine.